# 武裝少女Machiavellianism
《武裝少女Machiavellianism》（日語：武装少女マキャヴェリズム）是黑神遊夜原作、神崎負責作畫的日本漫畫作品。於2014年3月發售的《月刊少年Ace》（KADOKAWA）2014年5月號開始連載，至2022年8月號結束。本作品的標題是借用政治學家馬基雅維利。電視動畫於2017年4月至6月播放。

## 故事簡介
「不存在支配的社會，從古至今都不曾出現！」穿過校門後，映入眼簾的不可思議的花色國度，女學生極多於男性的花園。少年納村不道，經歷事件後被強制轉學到這所學園，盼望被女孩子圍繞的校園生活，似乎跟實際體驗到的相距甚遠？
裡面的學生全部都是武裝少女，男性幾乎沒有生存空間，「私立愛地共生學園」，統治者是五名女劍士「天下五劍」，以及凌駕頂點女帝天羽斬斬。少年渴望進出校園的「自由」必須得到五劍印章，而這之前沒有任何人成功過。
本作與另一部較早開始的作品！（鍾愛短劍流）共通部分人物世界觀。

## 登場人物
※登場人物的配音員為電視動畫版。
=== 主要人物 ===
納村不道（聲：畠中祐）
身高：174cm；體重：68KG；生日：7月4日；血型:B型;喜好：自由、巨乳派
本作男主角。過去曾以一人之力將40人以上的不良集團打得住院引發大騷動後被強制轉學到這所學園。
因為嚮往自由的個性，拒絕強硬命令，所以與欲管束他的「天下五劍」產生了衝突。對再次遇見的天羽斬斬有著複雜的想法，思考著該如何了結。雖然言語輕浮，對他人的尖銳態度也能笑著帶過，但內心還是有著無法容忍他人暴力對待弱者的行為的氣概。
本來是孤兒，由示現流出身的劍士所養大，但養父為了令其超越自身的極限而施以了過度的修練使他搞壞了身體而無法再用劍。戴著做過防刃處理的手套應戰，憑自己的天分將示現流的技巧化作自己的徒手招數，並把示現流的奧義改造成近身戰的絕技「魔彈」。
左手抱有舊傷而無法握劍。
除了斬斬與月夜之外，本身的武力在學園中處於第一線。
連續擊敗輪、瑪麗後，兩人對他產生好感，對待納村的態度變成傲嬌，然後在面對其他的五劍（眠目、蕨）有困難時也會出手相助，之後只要是有關納村，輪和瑪麗都會不約而同的彼此互相作對，但還是會互相幫助彼此應戰。
找天羽後順勢搭機前往以前學校拜訪好友雪道，並與欺負雪道的學生起了衝突，出校許可證被停用。
和跨海共生學院六王劍之首的「酩酊王」埜埜邑早雉互為重要的舊友兼師兄弟。
天羽斬斬（聲：松井惠理子）
身高：168cm；體重：53KG；生日：8月19日；血型:O型;喜好：石榴
本作的另一位主角和裡女主角。有著強烈的支配欲，進入愛地共生學園後擊敗五劍中的輪與瑪麗的女性，被全校稱為「女帝」的存在。黑長髮優雅的和式臉龐。
曾經是納村的同伴，喜歡納村，在納村拒絕「成為自己的東西」後而想殺了納村（實際是太愛納村而由愛生恨）。在轉校到愛地共生學園前，一直女扮男裝，並作出男性化的舉動。因此納村起初並不知道她是一個女性。
其異常強悍的原因是她已完成空手道的終極目標「化身刀」。經過特別鍛鍊的身體就算是刀刃也無法傷害，有著能以手刀斬傷人體的高超武術技巧，絕招是有著脊髓反應速度等級的「自動反擊」。五劍中除了月夜外無人能傷到她的身體。
將五劍全數擊敗後，再次與納村交手時因太愛納村，無法直接痛下殺手而放水，最後敗於納村。之後學校處以退學處分並轉往跨海共生學園，於機場臨行前強吻納村並宣示主權。
於原作漫畫之中是唯一一位被納村承認「在他心裡」的女性。（此處排除作為老友的青
多次在漫畫內頁未登場的情況下作為扉頁插畫角色登場，可以說是實質女主角。
原型採自天羽羽斬。

### 愛地共生學園

#### 天下五劍
君臨武裝女子之首的五位女劍士。其名字與特徵都採自天下五劍。
鬼瓦輪（聲：高田憂希）
身高：158cm；體重：48KG；生日：2月3日；血型:A型;喜好：鬼饅頭
本作第一女主角。天下五劍之首，與納村同班的五劍，自尊心很強的短髮少女，負責保管男學生的外出證。
使用武器為太刀，鹿島神傳直心影流的劍士。因為習得了能以呼吸方式控制體內筋肉的「阿吽呼吸法」，使她的斬擊威力在五劍中排名第一。
臉上總是帶著鬼面具，但因為與斬斬和納村對戰過後造成損毀，而只剩下右眼的部分。經常戴著鬼面具的理由，是母親厭惡著她那和情人私奔的父親相似的長相，而被母親強制戴上鬼面具，之後即使已經離家住校也沒有改變過這習慣。
在納村轉學第一天就以肅清名義向主角拔刀，敗北後因意外被吻，自此對納村抱持著特別的感覺。喜歡納村，但在男女關係上意外的純情。
原型採自天下五劍的鬼丸。
龜鶴城瑪麗（聲：北原沙彌香）
身高：161cm；體重：51KG；生日：11月25日；血型:O型;喜好：紅茶
本作女主角之一。天下五劍之一，頂著法國捲的金髮大小姐，身材姣好的日法混血兒，自幼在海外長大，自尊心非常高傲。對日語不是很精通，因此總一手拿著辭典，在興奮或無意識下會用法語表達。
武器為西洋刺劍，擊劍的劍士。戰鬥時常刺擊對手神經的集中點造成對方強烈的痛覺。有著施虐的嗜好，喜歡看他人痛苦的表情，並且擅長拷問。
視為勁敵的輪敗給納村後對其產生興趣而向他出手，敗北後歷經曲折而選擇與輪和納村站在同一方對抗其他五劍。比起輪更加嬌慣，有著強烈的大小姐氣質，喜歡納村，有時會對戀愛的話題產生強烈的妄想。
在面對聖愛的雙手劍沉重的攻勢之中，選擇將原先的單劍轉換成了雙劍流，使得攻擊方式更進一步！
原型採自天下五劍的大典太。這是因為其持有者前田利家曾是吉利支丹，與外國文化有諸多交流的緣故。
花酒蕨（聲：日高里菜）
身高：140cm；體重：37KG；生日：3月26日；血型:B型;喜好：善哉（紅豆湯）
天下五劍之一，幼年體型金髮少女，天下五劍中最年長的人，總是被擁護者包圍。
使用武器太刀，體捨流劍術的劍士。會使用棒形手裡劍和機動性十足的跳躍搭配作戰。同時也很擅長心理戰令對手動搖。飼養著一頭巨熊，並能搭配施展出獨有「熊劍法」的聯合戰術。
主導了今年的學園祭（實質上的死亡處刑）。在學園祭事件結束後，經常幫助納村。
在五劍對戰天羽中連同三獸士及凶人均遭到重創，當下也無法理解他們為何會拚死守護自己，直至重創倒下並且碰上因故來此的納村後才明白。
原型採自天下五劍的童子切。這是參考其持有者渡邊綱的傳說中其部下金太郎的故事。
眠目佐鳥（聲：西田望見）
身高：156cm；體重：47KG；生日：6月15日；血型:AB型;喜好：桃
天下五劍之一，神秘的無瞳少女。掛著沒有表情的微笑（表裡不一），語尾總是自稱「佐鳥」。有著廣闊視野的觀察能力，更是個出色的策士，使她在學校中有著不分年級、班級的屬下，傳聞其手下人數無法計算。私下有著不小的物資管道，並依此掌握了不少男學生。
警視流木太刀形的劍士，得意技是利用各流派的共通部分令對手誤判下一步的「劍術文字鎖」。因為出招時無法讓人察覺到動靜，加上無法透過其視線判斷其攻擊方向，因此在對敵時非常難以應付。以一人之力即將蕨的屬下全數擊敗，在五劍中實力可說是數一數二。
因為有著卓越的觀察能力，就有如鏡子一般忠誠的反映出一切，但卻逐漸迷失自身對事物情感，時而被人稱呼怪物，進而追求自己與人是否有相同之處，然而自身無法融入常人圈，進而以謀略讓他人對立而後擊敗後，強制讓他人染上自身色彩進行支配。
在用計成功造成納村等人衝突，與納村一戰因納村出乎意料之外言行舉止落敗，而因與納村一戰體會久違的情感思緒，進而對納村有好感，在與鬼瓦解釋誤會後，想更明白這種情緒，而將偷拍照轉交天羽，造成後面天羽戰五劍局面，然而當姊姊倒在自己面前，並且說出自己真實心意時，卻因為無法承受那突如其來的情感而崩潰。
本名「禊」，小時候是個有點怕生畏怯的孩子。某天姊姊「佐鳥」在立體格子鐵架摔落下來臉部受傷後取代了姊姊的一切，連母親也開始以為她才是「佐鳥」。在醫院養傷時，直言無法面對納村，因為無法知道該用什麼樣的表情面對，最終在納村的開導下尋回真我，並能以毫不做作真正的笑容的面對自己的姊姊。
原型採自天下五劍的數珠丸。
因幡月夜（聲：日岡夏美）
身高：138cm；體重：36KG；生日：9月13日；血型:Rh-A型;喜好：糰子
天下五劍之一，鮮少現身於校園的和服雙馬尾少女，天下五劍中最年少的一位，也是唯一的中學生。雙目失明，但聽覺異常敏銳，可以從教室內聽到納村戰鬥的情況來判斷戰局。通常不怎麼出席五劍的會議，與其他五劍不同，因學園長的命令而監視著納村。
使用武器太刀外觀的模造刀，藥丸自顯流的劍士，跟納村同門，擅長居合，已達到「雲耀」境界的神速領域，五劍實力中為最強，與天羽一戰落敗，但主因是身體不適（等納村一晚因為被放鴿子結果著涼發燒）與武器較弱勢。
漫畫版中女帝事件後，展現自身驚人實力使用改良版魔彈，讓納村為之驚訝並強制收其為徒弟，動畫版中納村為了去送即將搭乘飛機離開的天羽斬斬最後一面，而打算離開學校時被月夜擋在前頭，納村只好接受以外出許可證印章做為條件，被其強制收為徒弟，則在動畫版OVA展現了自身驚人實力，對納村的使用了改良版魔彈，讓納村為之驚訝。
她是由鳴神忠勝和因幡紅月進行隔代近親交配出來的小孩，其紅色瞳膜與失明原因皆是近親繁殖的後遺症，同時也是鳴神虎春同父異母的妹妹。
她的故事請閱讀同作者組合的另一作品しなこいっ!(鍾愛短劍流2)
原型採自天下五劍的三日月宗近。

#### 五劍的擁護者們
百舌鳥野乃音（聲：伊藤美來）
鬼瓦輪的擁護者，中學生。下任五劍之一。武器是警棍，是直心影流小太刀技的劍士。在輪和納村於地上糾纏時打了後者的頭造成了兩人接吻的意外，之後與蝶花聯手對戰納村，但因為雙方沒有默契，被納村的魔彈直擊而敗北。
鵜薔薇咲蝶花（聲：小日向茜）
瑪麗的擁護者。中學生。下任五劍之一。武器是鞭子。雖然是日本人，卻戴上假髮與美瞳，以「蝶花・U・薔薇咲」自稱。與乃音聯手對戰納村，卻因為雙方沒有默契而敗北。
凶人（聲：藤田咲）
花酒蕨麾下三獸士之一，為花酒蕨飼養的母熊。會使用拳擊技巧。生了一隻小熊。
東狐常美（聲：澤田美晴）
花酒蕨麾下三獸士之一，高中部三年級生。以鐵扇術應戰。
狸原絹衣（聲：山田悠希）
花酒蕨麾下三獸士之一，高中部三年級生。雙持警棍應戰，特徵是會在耳朵上架著鉛筆。
猿渡妮可（聲：山田奈都美）
花酒蕨部下，高中部三年級生，特徵是經常戴著護目鏡。以活動扳手和螺帽當作武器。經常和狸原、東狐一起行動。
眠目禊（聲：西田望見）
佐鳥的屬下「面具女子」的首領。總是戴著曲棍球面具和長假髮。使用吹箭術應戰，在竹筒與飛針上都塗了毒，不論遠近皆能發揮強悍戰力。
真面目是佐鳥的雙胞胎姊姊、真正的「佐鳥」。在小時候因為在立體格子鐵架本想把妹妹給推下去，卻把自己給摔下鐵架，之後身分與名字就被妹妹給取代了，討厭將自己的一切都奪走了的妹妹，但也因為妹妹越來越像以前的自己，明白自己小時候對待妹妹的方式，在天羽攻擊妹妹時捨身一擋後，明白自己不是討厭取代自己的佐鳥，而是非常愛護她。

#### 其他登場人物
增子寺楠男（聲：太田哲治）
主角同班的男學生。為討好女生們而化妝。同一寢室，提供納村學園生存方式。
倉崎佐佐（聲：花井美春）
主角同班同學。曾協助輪試圖抓住納村，但被對方鑽過裙底趁機逃脫。
右井右井（聲：武藤志織）
主角同班同學。較缺乏羞恥心，認真的回答了納村詢問自己當時穿的內褲顏色。

#### 教職員
艾文·瑪麗亞·蘿絲（聲：藤田咲）
女子宿舍的舍監，同時也是因幡月夜在學園中的主要照顧者。
藤林祥乃（聲：能登麻美子）
私立愛地共生學園學園長。神出鬼沒，五劍也懼怕其現身。基本上不會干涉學生，處罰宣告時才現身。雖是學園長卻有更上階層的服從對象。
她的故事請閱讀同作者組合的另一作品しなこいっ!(鍾愛短劍流)
鳴神虎春（聲：喜多村英梨）
與五劍同齡的他校女高中生。外表是短髮端莊的大小姐。月夜同父異母的姊姊。
愛地共生學園的理事長，還有其他姊妹校「跨海共生學園」。只有「工作」身分會回共生校。年齡輕輕已成為劍術名門鳴神家當主。變臉後有著充滿殺意且異常喜悅表情，重度兄控。在武力偏重的學校管理下，隱含著培養找到展現個性的教育理念。
她的故事請閱讀同作者組合的另一作品《鍾愛短劍流（》。

### 跨海共生學園

#### 六王劍
埜埜邑早雉
六王劍的領導者「酩酊王」。
擅長使用醉拳，和納村曾為同門師兄弟，在決戰時對上納村，但因為本身的雲耀就是有缺陷的型態，於對決中接下了那村包含守護心意的拳頭後敗北，也走出過往的心結能好好的和那村道別。
霧崎千鳥
六王劍之一「若年王」。道雪的妹妹。
擅長使用腰帶型軟劍，以及腿技康‧格魯，本身性格有種病嬌的傾向，對於哥哥極度依戀，但在哥哥受到傷害時又會有種莫名的喜悅，在被納村點醒這一切後才明白自己到底對哥哥造成了什麼樣的傷害，於雨夜中痛哭失聲。
決戰中協助納村，並將所有阻礙納村與埜埜邑對決的人全部攔住。
龍造寺青
六王劍之一「舞踏王」，與納村不道和早雉二人是青梅竹馬。和早雉一樣因為某些原因怨恨納村。
擅長使用倭刀術，在決戰時對上鬼瓦，宛若同門共舞的劍術對決中敗北，也終於走出了過往的心結，吻別納村。
仲宗根小雪
六王劍之一「喧嘩王」。
決戰中敗給佐島
来栖聖愛
六王劍之一「親愛王」。
有著十字架眼瞳的少女，擅長使用蘇格蘭十字雙手劍，對於痛感有著異常的感覺並增生為異常的母性，在回憶中，這種異常來自於小時候差點被母親掐死而誕生。
在追殺千鳥時被龜鶴城擊倒
在決戰時「限界突破」成「狂氣王」，最終被納村與因幡聯手的魔彈打出心臟驟廷失去意識，朦朧間心智回到了更早的時期──被母親與父親深愛著的時間，因而錯將因幡認作母親，然而在離別前卻也被因幡作為孩子深深的寵愛著。
宗田憂
六王劍之一「尊嚴王」，希望六王劍起碼有一半名額是自己的部下，因此和小雪結盟發動政變想打倒早雉
決戰時敗給花酒蕨

### 其他登場人物
霧崎道雪（聲：重松千晴）
男性，納村的友人。

## 用語
私立愛地共生學園
原女子貴族學校轉制為男女合校，為了保護女生為由允許女學生配戴武器，男性極度無地位。王者為女帝天羽斬斬。
偏重武力教育方針，肉弱強食的現實。
隱含教育者理念：被擊敗後屈服，發覺暴力之外也能張限自己的途徑，一個年輕時犯多少過錯都能重來的地方。
私立跨海共生學園
私立愛地共生學園姊妹校，位於更北方，同樣的偏重武力教育方針，現任的王者是男性「酩酊王」，然而因留守人員的實力不濟，被「女帝」篡位與「改造」了。
天下五劍
五劍受到愛地共生學園方承認管理學園的權利，並特別允許攜帶刀劍（未開鋒或是模造刀），每名五劍各自有著數量不少的武鬥派擁護者(派系軍團)，五劍的私生活在女學生間都有神秘未知的傳聞。
權術主義
統治由五劍對學生，派系對敵對派系，「姊姊」對「妹妹」，女性對男性，學園內形成的生存法則、地位爭奪。
居合
極速斬擊的劍術類型。運用從腿肌、腰肌、腹肌、背肌等全身肌肉力量，關鍵的「重心」控制。

## 出版書籍
- 黑神遊夜（原作）、神崎（作畫）《武裝少女Machiavellianism》，角川書店〈KADOKAWA Comics A（日语：KADOKAWAの漫画レーベル）〉，全13冊。

| 冊數 | 角川書店       | 角川書店                                                |
| 冊數 | 發行日期       | ISBN                                                    |
| ---- | -------------- | ------------------------------------------------------- |
| 1    | 2014年10月25日 | ISBN 978-4-04-102229-0                                  |
| 2    | 2015年2月26日  | ISBN 978-4-04-102877-3                                  |
| 3    | 2015年7月25日  | ISBN 978-4-04-103449-1                                  |
| 4    | 2016年2月26日  | ISBN 978-4-04-104088-1                                  |
| 5    | 2016年7月26日  | ISBN 978-4-04-104537-4                                  |
| 6    | 2017年3月25日  | ISBN 978-4-04-104538-1                                  |
| 7    | 2017年11月25日 | ISBN 978-4-04-105638-7（限定版） ISBN 978-4-04-106307-1 |
| 8    | 2018年7月24日  | ISBN 978-4-04-106929-5                                  |
| 9    | 2019年6月25日  | ISBN 978-4-04-106930-1                                  |
| 10   | 2020年2月25日  | ISBN 978-4-04-109039-8                                  |
| 11   | 2020年11月26日 | ISBN 978-4-04-109040-4                                  |
| 12   | 2021年9月25日  | ISBN 978-4-04-111713-2                                  |
| 13   | 2022年8月26日  | ISBN 978-4-04-1117149                                   |

## 電視動畫
2016年6月宣布製作電視動畫。2017年4月至6月在AT-X、TOKYO MX等台首播。

### 製作人員
- 原作：黑神遊夜／神崎（KADOKAWA「月刊少年Ace」連載）
- 導演：橘秀樹
- 劇本統籌：下山健人
- 人物設定：瀧本祥子
- 美術監督：李凡善
- 美術設定：本龍
- 色彩設計：岡亮子
- 攝影監督：廣岡岳
- 3D導演：齋藤威志
- 剪輯：坪根健太郎
- 音響監督：土屋雅紀（日语：土屋雅紀）
- 音樂：水谷廣實（日语：水谷広実）
- 音樂製作：日本古倫美亞
- 音樂製作人：穴井健太郎
- 製作人：石上丈太郎
- 動畫製作人：田部谷昌宏、加藤章
- 動畫製作：SILVER LINK.
- 製作：「武裝少女Machiavellianism」製作委員會

### 主題曲
片頭曲「Shocking Blue」
作詞：森由里子，作曲、編曲：園田健太郎，主唱：伊藤美來
片尾曲「DECIDE」
作詞：櫻惠，作曲：武田城以，編曲：池田健仁，主唱：天下五劍［鬼瓦輪（高田憂希）、龜鶴城瑪麗（北原沙彌香）、眠目佐鳥（西田望見）、花酒蕨（日高里菜）、因幡月夜（日岡夏美）］

### 各話列表
| 話數         | 日文標題 | 中文標題                     | 劇本     | 分鏡       | 演出                                  | 作畫監督                                                   | 改編原作話數     |
| ------------ | -------- | ---------------------------- | -------- | ---------- | ------------------------------------- | ---------------------------------------------------------- | ---------------- |
| 第1節        |          | 完美刀刃「鬼瓦輪」           | 下山健人 | 橘秀樹     | 橘秀樹                                | 瀧本祥子                                                   | 第1話            |
| 第2節        |          | 「貞淑寮」騷動               | 下山健人 | 島津裕行   | 中村近世                              | 服部一郎、猿渡聖加 本多弘幸、Lee Dong Wook Hwang In Cheol  | 第2、3話         |
| 第3節        |          | 美麗刀刃「龜鶴城瑪麗」       | 下山健人 | 渡部高志   | 福多潤                                | 竹森由加、松本勝次 水崎健太、大橋圭 山崎千繪               | 第4－6話         |
| 第4節        |          | 「蕨娃匹克」開幕宣言！       | 山下憲一 | 竹之內和久 | 矢花馨                                | 坪田慎太郎、飯泉俊臣 小川浩司、吉田肇                      | 第7－9話         |
| 第5節        |          | 愛狂刀刃「花酒蕨」           | 山下憲一 | 澤井幸次   | 立仙裕俊                              | 大槻南雄、本田辰夫 松本勝次、八代紀實子 山本亮介           | 第10、11話       |
| 第6節        |          | 某「緋聞」的備忘錄           |          | 島津裕行   | 小柴純彌                              | 竹森由加、飯飼一幸                                         | 第12－14話       |
| 第7節        |          | 妖之刃「眠目佐鳥」           | 池端隆史 | 門田英彥   | 橋本真希、向川原憲 川添亞希子、權容祥 | 第15-17話                                                  |                  |
| 第8節        |          | 他與她與男大姐的「隱情」     | 下山健人 | 澤井幸次   | 鈴木拓磨                              | 金正男、猿渡聖加 Park I Nam、Im Chae Gil                   | 第18話、部份原創 |
| 第9節        |          | 「愛」毀壞之日               |          | 竹之內和久 | 小柴純彌                              | 向川原憲、佐佐木幸惠 野道佳代、川添亞希子 林隆祥、橋本真希 | 第19－21話       |
| 第10節       |          | 畏懼之刃「因幡月夜」         | 山下憲一 | 島津裕行   | 矢花馨                                | 坪田慎太郎、萩原正人 小川浩司、權容祥 吉田肇               | 第22－25話       |
| 第11節       |          | 殘存於胸口之日的「子彈」     | 山下憲一 | 渡部高志   | 福多潤                                | 竹森由加、飯飼一幸 八代紀實子                              | 第26、27話       |
| 第12節       |          | 少女們的「Machiavellianism」 | 下山健人 | 橘秀樹     | 橘秀樹                                | 原友樹、橋本真希 川添亞希子、重松佐和                      | 第28－31，33話   |
| 第13節 (OVA) |          | 怦怦！「五劍專屬」的慰勞旅行 | 下山健人 | 橘秀樹     | 橘秀樹                                | 飯泉俊臣、瀧本祥子                                         | 第34話、部份原創 |

### 播放單位
| 播放地區 | 播放電視台  | 播放日期               | 播放時間（UTC+9）         | 所屬聯播網 | 備註           |
| -------- | ----------- | ---------------------- | ------------------------- | ---------- | -------------- |
| 日本全國 | AT-X        | 2017年4月5日－6月21日  | 星期三 23時00分－23時30分 | 衛星電視   | 有重播         |
| 東京都   | TOKYO MX    | 2017年4月5日－6月21日  | 星期三 25時35分－26時05分 | 獨立局     | －             |
| 京都府   | 京都放送    | 2017年4月6日－6月22日  | 星期四 25時30分－26時00分 | 獨立局     | －             |
| 愛知縣   | 愛知電視台  | 2017年4月7日－6月23日  | 星期四 26時50分－27時20分 | 東京電視網 | －             |
| 日本全國 | 日本BS放送  | 2017年4月10日－6月26日 | 星期一 27時00分－27時30分 | 衛星電視   | 『ANIME+』時段 |
| 兵庫縣   | SUN電視台   | 2017年4月12日－6月28日 | 星期三 26時00分－26時30分 | 獨立局     | －             |
| 福岡縣   | TVQ九州放送 | 2017年4月13日－6月29日 | 星期四 27時00分－27時30分 | 東京電視網 | －             |

| 刊登期間              | 更新時間             | 刊登網站                  | 備註 |
| --------------------- | -------------------- | ------------------------- | ---- |
| 2017年4月9日－6月25日 | 星期日 12時00分 更新 | d動畫商城                 | -    |
| 2017年4月15日－7月1日 | GYAO！Store          | 星期六 24時00分 更新      | -    |
| 2017年4月15日－7月1日 | FOD                  | 星期六 24時00分 更新      | -    |
| 2017年4月15日－7月1日 | AbemaTV新作動畫台    | 星期六 25時30分－26時00分 | -    |
| 2017年4月15日－7月1日 | DMM.com              | 星期日 10時00分 更新      | -    |
| 2017年4月15日－7月1日 | Rakuten SHOWTIME     | 星期日 12時00分 更新      | -    |
| 2017年4月15日－7月1日 | 光TV                 | 星期日 12時00分 更新      | -    |
| 2017年4月15日－7月1日 | 萬代頻道             | 星期日 12時00分 更新      | -    |
| 2017年4月15日－7月1日 | Hulu                 | 星期日 12時00分 更新      | -    |
| 2017年4月15日－7月1日 | U-NEXT               | 星期日 12時00分 更新      | -    |
| 2017年4月15日－7月1日 | Anime放題            | 星期日 12時00分 更新      | -    |
| 2017年4月15日－7月1日 | J:COM On-Demand      | 星期日 12時00分 更新      | -    |
| 2017年4月15日－7月1日 | Video Pass           | 星期日 12時00分 更新      | -    |
| 2017年4月15日－7月1日 | Video Market         | 星期日 12時00分 更新      | -    |
| 2017年4月15日－7月1日 | Movie Full Plus      | 星期日 12時00分 更新      | -    |
| 2017年4月15日－7月1日 | PlayStation®Store    | 星期日 12時00分 更新      | -    |
| 2017年4月16日－7月2日 | Niconico生放送       | 星期日 24時00分 更新      | -    |
| 2017年4月16日－7月2日 | Niconico頻道         | 星期日 25時00分 更新      | -    |
| 2017年4月20日－7月6日 | HAPPY！動畫          | 星期四 12時00分 更新      | -    |

- 海外方面，由香港的ANIMAX台，逢星期三與星期四，晚上22時00Z分－23時00分以連播2集的方式播放。

### BD／DVD
| 卷數 | 發行日期       | 收錄話數       | 規格編號  | 規格編號   |
| 卷數 | 發行日期       | 收錄話數       | BD限定版  | DVD限定版  |
| ---- | -------------- | -------------- | --------- | ---------- |
| 1    | 2017年6月28日  | 第1話～第2話   | KAXA-7511 | KABA-10534 |
| 2    | 2017年7月26日  | 第3話～第4話   | KAXA-7512 | KABA-10535 |
| 3    | 2017年8月23日  | 第5話～第6話   | KAXA-7513 | KABA-10536 |
| 4    | 2017年9月27日  | 第7話～第8話   | KAXA-7514 | KABA-10537 |
| 5    | 2017年10月25日 | 第9話～第10話  | KAXA-7515 | KABA-10538 |
| 6    | 2017年11月29日 | 第11話～第13話 | KAXA-7516 | KABA-10539 |

### 網路廣播
以『武裝少女Machiavellianism 很快地很快地幫你矯正！』為標題，2017年4月6日至7月27日每週四起在音泉、niconico動畫的〈音泉〉頻道專區進行發佈。由鬼瓦輪的聲優高田憂希、龜鶴城的聲優北原沙彌香及眠目佐鳥的聲優西田望見共3人主持。主角納村不道的聲優畠中祐擔任製作人。

## 外部連結
- 武裝少女Machiavellianism｜KADOKAWA （页面存档备份，存于） （日語）
- ComicWalker （页面存档备份，存于）官網 （日語）
- 電視動畫「武裝少女Machiavellianism」官方網站 （页面存档备份，存于） （日語）
- 電視動畫「武裝少女Machiavellianism」TOKYO MX電視台作節目介紹網頁 （页面存档备份，存于） （日語）
- 電視動畫「武裝少女Machiavellianism」AT-X電視台節目介紹網頁 （页面存档备份，存于） （日語）
- 電視動畫「武裝少女Machiavellianism」日本BS放送電視台節目介紹網頁 （页面存档备份，存于） （日語）
- 「武裝少女Machiavellianism」動畫官方的X（前Twitter） （日語）